# Drei Wünsche (Hebel)
Drei Wünsche ist ein Märchen von Johann Peter Hebel. Es erschien im Kalender Der Rheinländische Hausfreund (1808) und in Schatzkästlein des rheinischen Hausfreundes (1811).

## Inhalt
Eine Fee besucht ein Ehepaar, gewährt drei Wünsche und mahnt, erst gut nachzudenken. Die beiden sind aufgeregt. Zum Abendessen wünscht die Frau aus Versehen eine Bratwurst, die wünscht ihr Mann ihr vor Wut gleich an der Nase angewachsen. Da bleibt als dritter Wunsch nur, sie wieder abzunehmen.

## Herkunft
Hebels Schwankmärchen geht zurück auf Perraults Die törichten Wünsche (1693) und steht damit in einer Tradition, die Grimms Der Arme und der Reiche (1815), Hauffs Das kalte Herz (1827), Bechsteins Der Schmied von Jüterbog (1845) und Die drei Wünsche (1856), William Wymark Jacobs’ Die Affenpfote (1902) und Thomas Glavinics Das Leben der Wünsche (2009) fortsetzten. In Drey andere Wünsche (1809) spielt Hebel im ersten Satz auf seine Drei Wünsche aus dem Vorjahr an, um dann eine ganz andere Geschichte von drei Handwerksburschen zu erzählen, die im Wirtshaus einen Wettbewerb um „den besten Wunsch“ austragen, den natürlich der letzte sehr einfach dadurch gewinnt, dass er sich wünscht, seine beiden Vorgänger nach Erfüllung ihrer Wünsche umgehend zu beerben.

## Rezeption
Sigmund Freud benutzt das Märchen zur Veranschaulichung der Ambivalenz des Träumers zu seinen Wünschen. Marcel Reich-Ranicki nahm es in seine besten deutschen Erzählungen auf.